# Hemimycena gypsella
Hemimycena gypsella es una especie de hongo basidiomiceto de la familia Mycenaceae, del orden  Agaricales.

## Sinónimos
- Mycena gypsella (Kühner, 1972)
- Helotium gypsellum (Redhead 1982)